# Eupite
Eupite (in greco antico: Εὐπείθης?) è un personaggio della mitologia greca, padre di Antinoo, uno dei Proci pretendenti alla mano di Penelope durante l'assenza di Ulisse da Itaca.

## Mitologia
Dopo la strage dei Proci, in cui morì anche suo figlio, sobillò gli itachesi e li guidò alla casa di Laerte, padre di Ulisse, dove furono però cacciati via. 

Nella lotta Eupite fu colpito a morte dalla lancia di Laerte, a cui Atena aveva donato una forza prodigiosa.